# Ash Green
Ash Green är en by i civil parish Ash, i distriktet Guildford i grevskapet Surrey i England. Byn är belägen 10 km från Guildford. Byn hade 564 invånare år 2021.